# Dobrova (gmina Celje)
Dobrova – wieś w Słowenii, w gminie miejskiej Celje. W 2018 roku liczyła 215 mieszkańców. 